# In and Out of Control
| Оценки критиков   | Оценки критиков                                                          |
| Источник          | Оценка                                                                   |
| ----------------- | ------------------------------------------------------------------------ |
| Metacritic        | 74 / 100                                                                 |
| AllMusic          | [ 2 ]                                                                    |
| Alternative Press | 4 из 5 звёзд · 4 из 5 звёзд · 4 из 5 звёзд · 4 из 5 звёзд · 4 из 5 звёзд |
| CHARTattack       | [ 3 ]                                                                    |
| Drowned In Sound  | 7 / 10                                                                   |
| The Guardian      | [ 5 ]                                                                    |
| NU.nl             | [ 6 ]                                                                    |
| Pitchfork Media   | 6.9 / 10                                                                 |
| PopMatters        | [ 8 ]                                                                    |
| Spin              | [ 9 ]                                                                    |

In and Out of Control (с англ. — «В и вне контроля») — четвёртый студийный альбом группы The Raveonettes, выпущенный 6 октября 2009 года.

## Об альбоме
Альбом был записан и сведён в датской студии звукозаписи, расположенной в Копенгагене, которая принадлежит Томасу Трёльсену. Трёльсен также стал основным продюсером альбома внёсший большой вклад в материал. Мастеринг релиза проходил в Нью-Йорке в студии The Lodge Джо ЛаПортой и главным мастер-инженером а также основателем студии Эмили Лазар. Оформлением альбома занимались Йонас Хекшер и фотограф Камилла Стефан.
1. «Last Dance» / «Bang!»: Первый сингл c In and Out of Control является двойной стороной A «Last Dance» и «Bang!» выпущен на 7-дюймовом виниле, в ограниченном тираже 1000 копий. Режиссёром видеоклипа на «Last Dance» выступил Мэттью Лесснер.
2. «Heart of Stone»: Выпущен как сингл с сопутствующим клипом, снятым Крисом До.
3. «Gone Forever»: Выпущен как промо-сингл с сопровождающим видео, режиссёра Nuka Wølk.

Альбом вышел с двумя вариантами треклиста так в версии iTunes была представлена бонус-композиция «Echoes» вместе с видеоклипом на неё. Вторая вариация треклиста с бонусным материалом была выпущена специально ко «Дню музыкального магазина» включавшая в себя две композиции («The Chosen One», «Planes Do Crash»).

## Критика
После выхода альбом получил в целом положительные отзывы. На Metacritic, который присваивает нормируемый рейтинг от 100 рецензий мейнстримовых критиков, альбом получил средний балл 74, на основе 16 рецензий.

## Список композиций
| №                   | Название                                  | Продюсер                         | Длительность |
| ------------------- | ----------------------------------------- | -------------------------------- | ------------ |
| 1.                  | «Bang!»                                   | Суне Роуз Вагнер, Томас Трёльсен | 2:53         |
| 2.                  | «Gone Forever»                            | Вагнер, Трёльсен                 | 3:35         |
| 3.                  | «Last Dance»                              | Вагнер, Трёльсен                 | 3:47         |
| 4.                  | «Boys Who Rape (Should All Be Destroyed)» | Вагнер, Трёльсен                 | 3:03         |
| 5.                  | «Heart of Stone»                          | Вагнер                           | 3:55         |
| 6.                  | «Oh, I Buried You Today»                  | Вагнер                           | 1:21         |
| 7.                  | «Suicide»                                 | Вагнер, Трёльсен                 | 3:13         |
| 8.                  | «D.R.U.G.S.»                              | Вагнер, Трёльсен                 | 4:30         |
| 9.                  | «Breaking into Cars»                      | Вагнер, Трёльсен                 | 3:07         |
| 10.                 | «Break Up Girls!»                         | Вагнер                           | 4:00         |
| 11.                 | «Wine»                                    | Вагнер                           | 3:40         |
| Общая длительность: | Общая длительность:                       | Общая длительность:              | 37:04        |

| №                   | Название                   | Длительность |
| ------------------- | -------------------------- | ------------ |
| 12.                 | «Echoes»                   | 3:27         |
| 13.                 | «Chelsea Sessions» (видео) | 16:13        |
| Общая длительность: | Общая длительность:        | 19:40        |

| №                   | Название            | Длительность |
| ------------------- | ------------------- | ------------ |
| 1.                  | «The Chosen One»    | 3:20         |
| 2.                  | «Planes Do Crash»   | 2:31         |
| Общая длительность: | Общая длительность: | 5:51         |

## Участники записи
- Суне Роуз Вагнер — вокал, гитара.
- Шэрин Фу — вокал, бас-гитара.
- Томас Трёльсен — продюсер, запись, сведение.
- Эмили Лазар — мастеринг.
- Джо ЛаПорта — мастеринг.
- Йонас Хекшер — дизайн.
- Камилла Стефан — фотограф.